# Tâmna, Mehedinți
Tâmna este satul de reședință al comunei cu același nume din județul Mehedinți, Oltenia, România.

## Personalități
- Gheorghe Bolocan (1925-2000) lingvist și lexicograf român, slavist

## Imagini

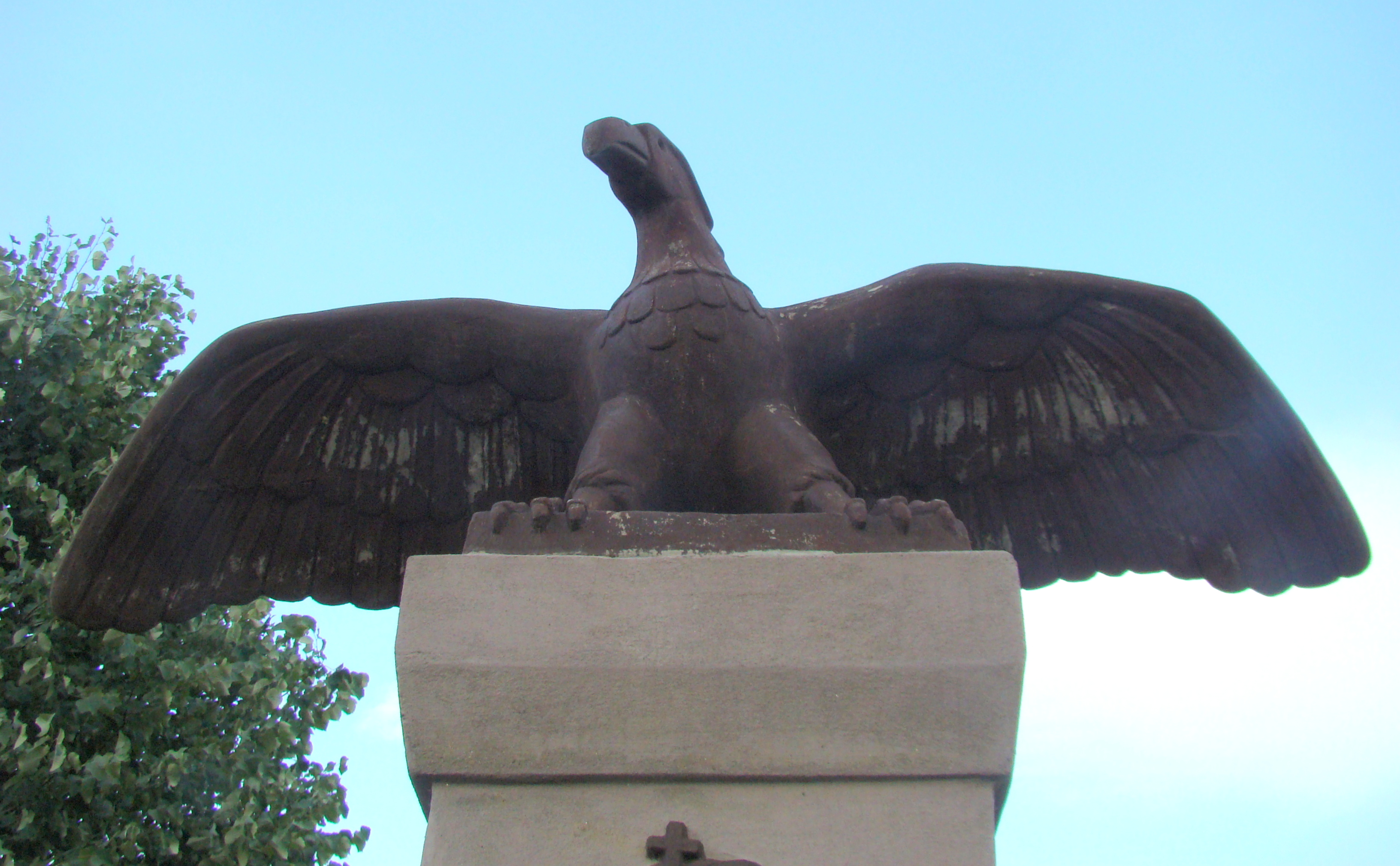
Monumentul eroilor (detaliu)
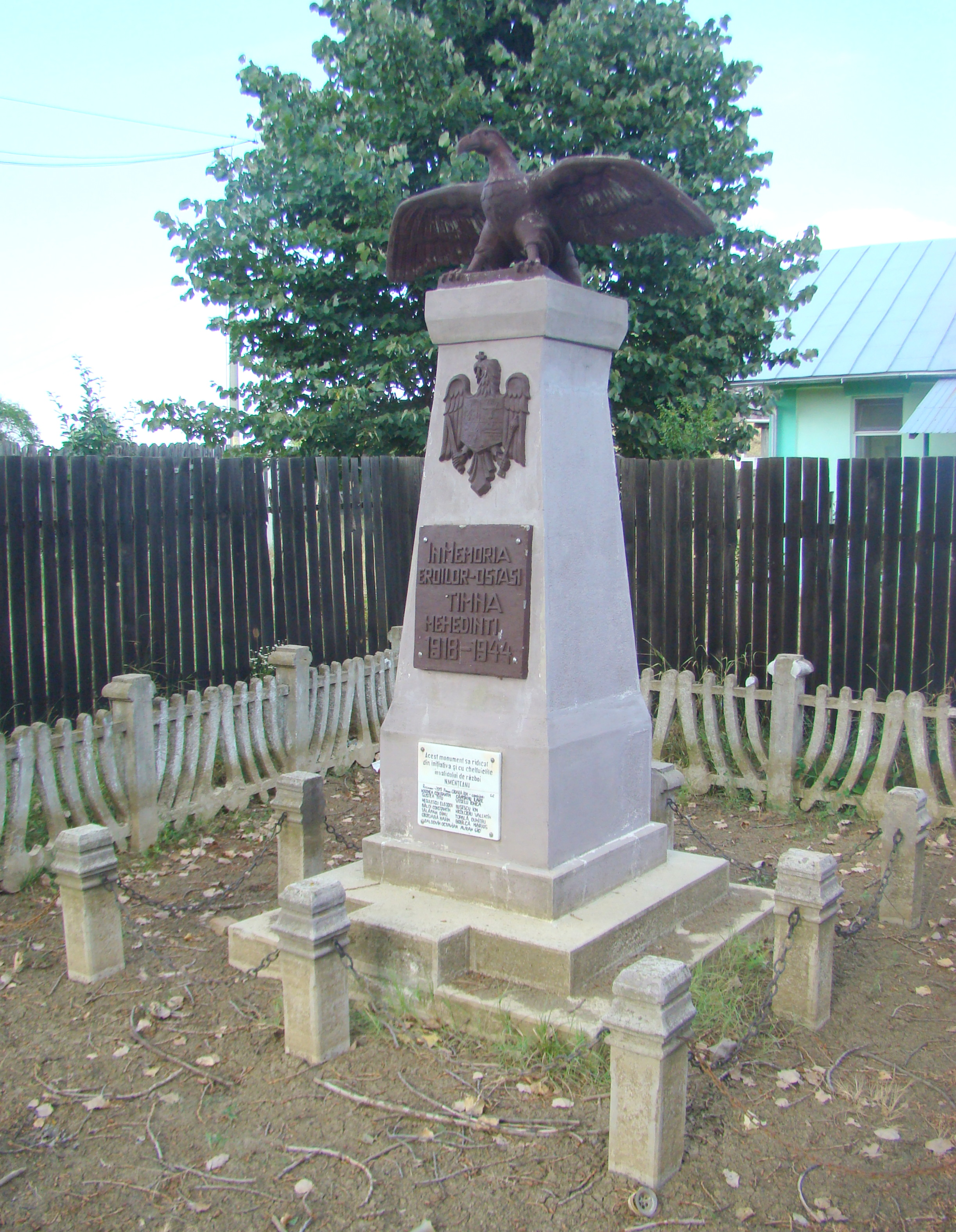
Monumentul eroilor
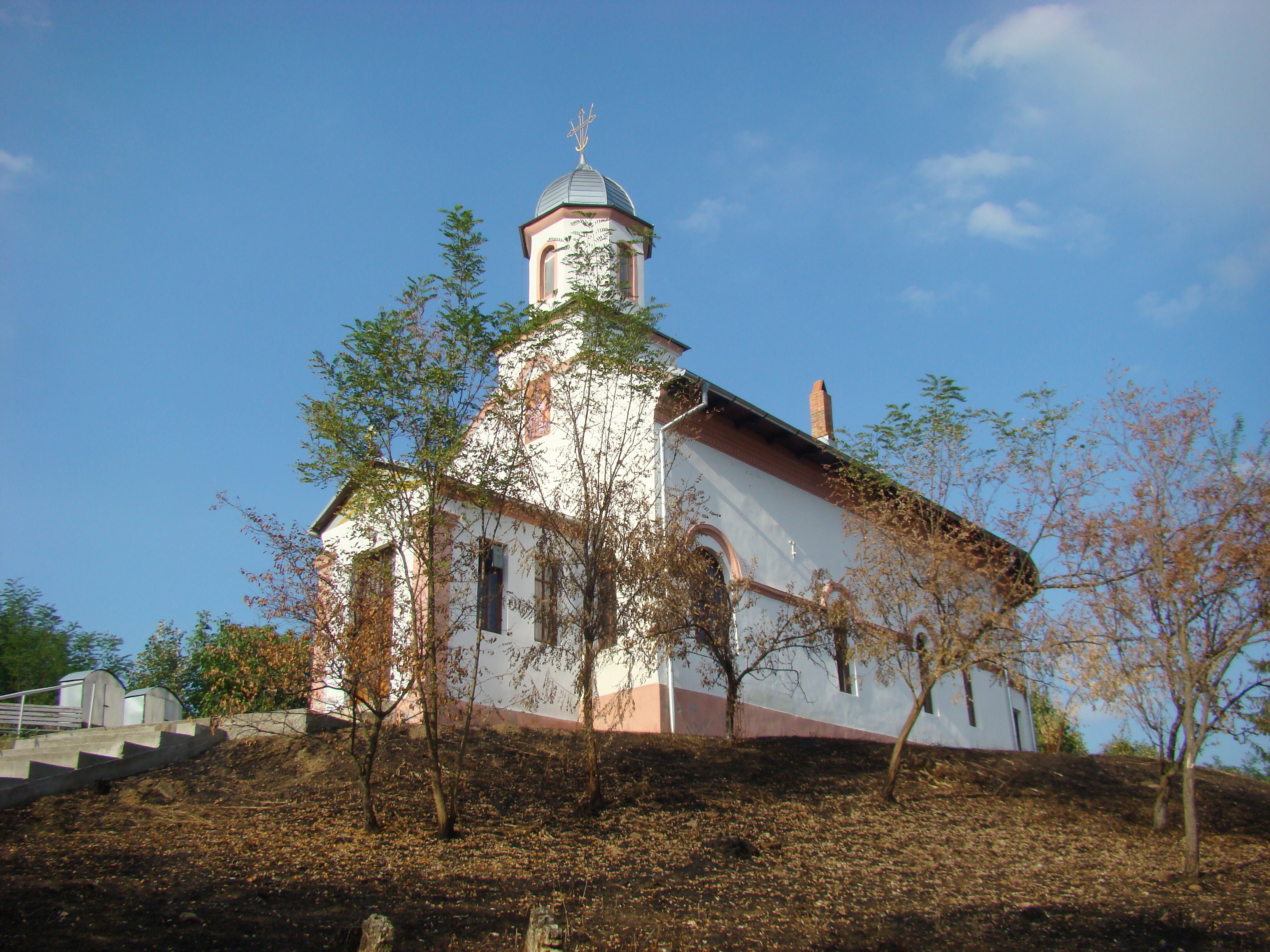
Biserica Sfântul Nicolae din Tâmna (monument istoric)